# Philippe Norel
Pour les articles homonymes, voir Norel.
Philippe Norel, né le 14 mai 1954 à Chinon (Indre-et-Loire) et mort le 8 juin 2014 à La Chapelle-Moulière (Vienne), est un économiste français, spécialiste de l'histoire économique, un des animateurs du courant appelé l'histoire globale.

## Biographie
Après une formation de chimiste Philippe Norel devient économiste. Analyste du risque pays dans une grande banque privée en 1988, il choisit de s'orienter vers une carrière universitaire. En 1994, il soutient à l'université de Poitiers une thèse en sciences économiques Crises économiques et conventions d'évaluation : un développement des intuitions keynésiennes, sous la direction de Jacques Léonard. Toujours à Poitiers, il est nommé maître de conférences à l'université tout en étant habilité à diriger des recherches en 1991. Il est chargé de cours à l'Institut d'études politiques de Paris en 2012. Il est membre du Centre de Recherche sur l'Intégration Économique et Financière (CRIEF).
Philippe Norel appartient au courant des économistes de l'histoire globale reconnu au-delà de nos frontières, dont il pense qu'« en réhabilitant les interconnexions entre sociétés comme un facteur primordial dans l’analyse historique du développement économique, la démarche de l’histoire globale a radicalement ouvert l’horizon des économistes. En montrant l’ancienneté des échanges de biens et d’idées, des transferts de techniques, des disséminations microbiennes également, elle leur permet de penser les phénomènes actuels de mondialisation dans une perspective originale ».
En 2004, il publie l'invention du marché, une histoire économique de la mondialisation  dans lequel il décrit la mondialisation comme l'aboutissement d'une histoire de longue durée.
Dans l'histoire globale, mondialisations et capitalisme, publié en 2009, il relativise la place de l'Europe « de 3 500 avant J-C jusqu'au IVe siècle av. J.-C. (l'apogée de la Grèce), l'Europe n'existe quasiment pas et en tout cas ne fait pas du tout partie du système-monde. Arrivent ensuite les huit siècles gréco-romains qui coexistent avec d'autres civilisations tout aussi avancées. Puis rien entre les Ve et XIe siècles. Et ce n'est qu'entre les XIIe et XVIe siècles que le continent parvient progressivement à se créer une position qui lui permet d'innover. Du XVIe au XVIIIe siècle, l'Europe ne domine pas ».
En 2010, Philippe Norel crée, avec Laurent Testot et Vincent Capdepuy un blog histoire globale,. Il rédige des articles dans les publications : Alternatives économiques, Sciences humaines, revue internationale de philosophie,, revue économique, Le Monde diplomatique…
Philippe Norel décède brutalement durant la nuit du samedi 7 au dimanche 8 juin 2014, à l'âge de 60 ans,.

## Publications
- [1986] Nord-sud, les enjeux du développement : autonomie, travail-fantôme, servitude, Paris, Syros, coll. « Alter éco (ISSN 0291-4956) », 1986, 249 p., 22 cm (ISBN 2-86738-119-3, OCLC 300587450, BNF 34907863, SUDOC 001174894, présentation en ligne, lire en ligne sur Gallica ). [compte rendu] par Moïses Ikonicoff (es).
- [1989] Crises et tiers monde : une approche historique des ruptures du capitalisme, Paris, Syros-Alternatives, coll. « Alternatives économiques. Série Synthèse  (ISSN 0993-8702), no 21 », 1989, 183 p., 18 cm (ISBN 2-86738-365-X, OCLC 231056414, BNF 35045713, SUDOC 001522744, présentation en ligne)[15].
- [1990] Les banques face aux pays endettés, Paris, Syros-Alternatives, coll. « Alternatives économiques. Série Analyse  (ISSN 0766-9542), no 8 », 1990, 191 p., 22 cm (ISBN 2-86738-474-5, OCLC 300056477, BNF 35413930, SUDOC 002263777, présentation en ligne). [résumé] par Jean-Pierre Alaux.
- [1997] Problèmes du développement économique, Paris, Seuil, coll. « Mémo  (ISSN 1269-8350), no 44 », 1997, 93 p., 18 cm (ISBN 2-02-029822-8, OCLC 36770986, BNF 36161737, SUDOC 004086066, présentation en ligne).

En collaboration
- [1985] Jean-Pierre Alaux (dir.), Faim au Sud, crise au Nord, Paris, L'Harmattan, 1985, 209 p., 22 cm (ISBN 2-85802-498-4 (édité erroné), OCLC 300025099, BNF 36619037, SUDOC 001051202, présentation en ligne, lire en ligne ). [résumé] par Ahmet İnsel.
- [1988] Eric Saint-Alary, L'endettement du Tiers Monde, Paris / Montréal (Québec), Syros-Alternatives / Saint-Martin, coll. « Alter éco. Série Synthèse  (ISSN 0993-8702), no 14 » (réimpr. 1990/91/92 et 1994) (1re éd. 1988), 159 p., 18 cm (ISBN 2-86738-245-9 et 2-89035-101-7, OCLC 23863483, BNF 35004913, SUDOC 00142467X, présentation en ligne). [1er compte rendu] par Khattar Abou Diab et [2e compte rendu] par Carlos Quenan.
- [2000] Christian Aubin, Économie internationale : faits, théories et politiques, Paris, Éditions du Seuil, coll. « Points. Économie  (ISSN 0339-4247), no 47 », 2000, 373 p., 18 cm (ISBN 2-02-036112-4, OCLC 1277270658, BNF 37107401, SUDOC 050060570, présentation en ligne). [résumé].
- [2004] Claire Aslangul, Olivier Bouba-Olga, Paloma Moreno, Carina Van Vliet et al., L'invention du marché : une histoire économique de la mondialisation, Paris, Éd. du Seuil, coll. « Économie humaine  (ISSN 1296-5839) », 2004, 579 p., 24 cm (ISBN 2-02-041091-5, OCLC 56017853, BNF 39140462, SUDOC 076599817, présentation en ligne, lire en ligne ). [résumé] par Jean-Loup Motchane.
- [2009] Philippe Beaujard (dir.) et Laurent Berger (dir.), Histoire globale, mondialisations et capitalisme, Paris, La Découverte, coll. « Recherches  (ISSN 1258-4002) », 2009, 502 p., 24 cm (ISBN 978-2-7071-5792-8, OCLC 606568934, BNF 42053508, SUDOC 138502390, présentation en ligne, lire en ligne ). [compte rendu] par Igor Moullier.
- [2012] Laurent Testot (dir.), Une histoire du monde global, Auxerre, Sciences humaines éd., 2012, 447 p., 22 cm (ISBN 978-2-36106-029-9, OCLC 820665275, BNF 42785385, SUDOC 165135921, présentation en ligne, lire en ligne ). [PDF] [extrait de la publication].